# جزیره قشم
جزیرهٔ قِشم یکی از جزایر خلیج فارس است که به‌عنوان بزرگ‌ترین جزیرهٔ ایران و خاورمیانه در استان هرمزگان قرار دارد. این جزیره یک منطقۀ مهم گردشگری در ایران است. قشم به‌دلیل وسعت، مجاورت با تنگه هرمز و بندرگاه طبیعی اقیانوسی با عمق آبخور بالا، استعداد شگرفی در تجارت و بازرگانی دارد؛ به‌گونه‌ای که بنابر ارزیابی کارشناسان، توان تبدیل‌شدن به هنگ‌کنگ غرب‌آسیا درقالب پایتخت تجاری ایران را دارا می‌باشد.
از نقاط دیدنی این جزیره می‌توان به جنگل‌های حرا، غارهای خربس، تنگه چاهکوه، دلفین‌های خلیج‌فارس، درهٔ ستارگان، جزایر ناز و غار نمکدان اشاره کرد.

## تاریخ قشم

### جزیره قشم در عصر ساسانی

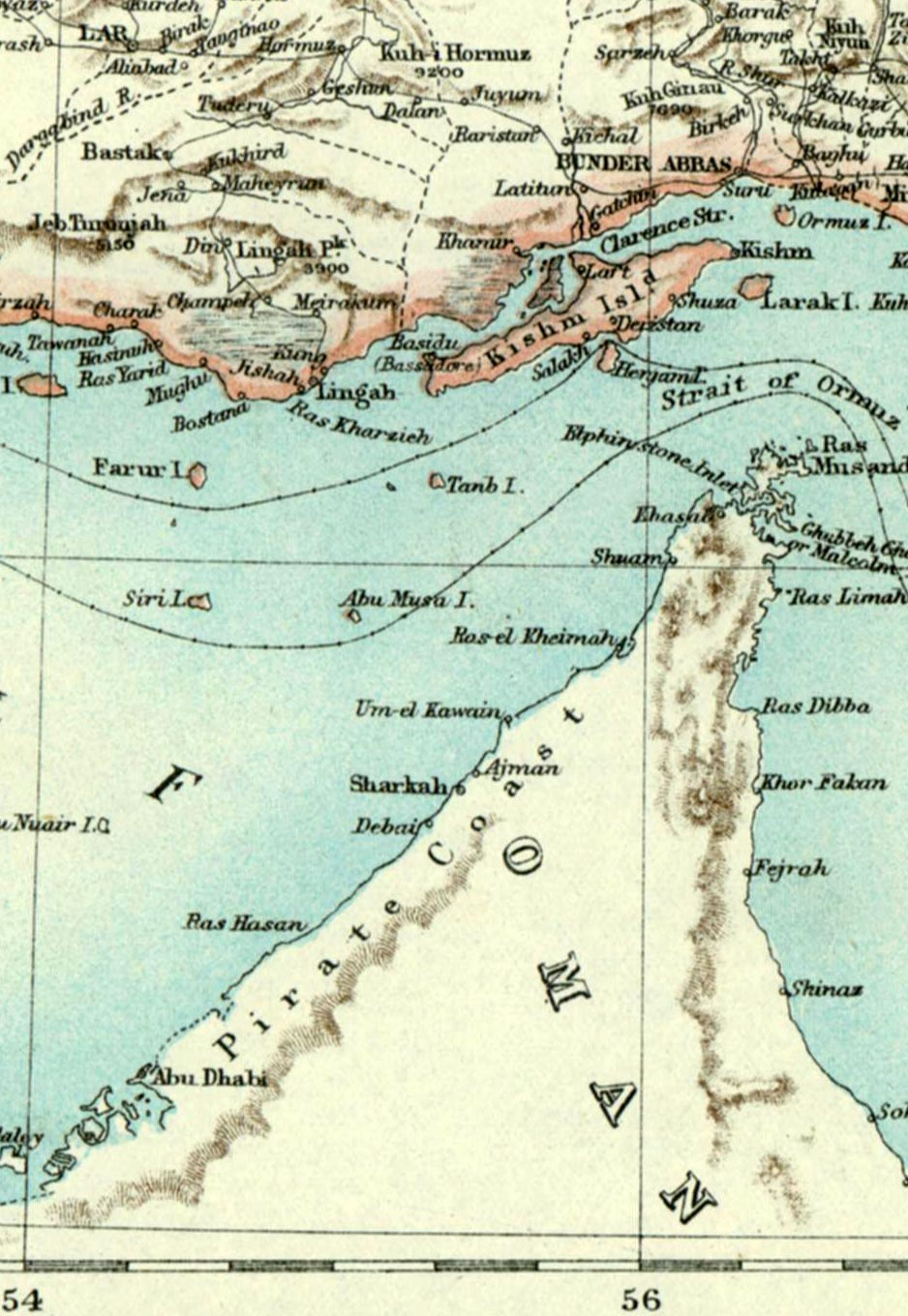
نام جزیره کیشم در نقشه‌ای قدیمی

جزیره قشم در دوران ساسانیان اَبَرکاوان (Abarkāvān) خوانده می‌شده است. در واقع واژهٔ «کاوان»، که در زبان پارسی میانه به معنای «از تبار کاوه» است، به صورت یک اسم شخص در منابع یافته می‌شود. از این نام کهن هنوز می‌توان ردپاهایی در جزیره قشم یافت. که می‌توان از درگهان (درگاهان / درگوان)، کووه‌ای، گوران و کاروان نام برد. به نوشتهٔ اصطخری و ابن حوقل، ابرکاوان جزئی از کورهٔ اردشیر استان فارس بود.
در ۲۳ ق. / ۴۴–۶۴۳ م. فرمان‌دار عرب بحرین و عمان، عثمان بن ابوالعاصی ثقفی، سپاهی را برای تسخیر این جزیره گسیل داشت؛ جمعیت این جزیره بیشتر از قبیلهٔ عبدالقیس ترکیب یافته بود. مرزبان کرمان در آن جا استحکاماتی را به‌همراه نیرویی کوچک نهاده بود اما درپی درگیری با اعراب به قتل رسید. آن‌گاه مسلمانان تهاجمات خود را به سوی جنوب ایران پیش بردند و در تَوّاج فرود آمدند.
ابرکاوان در اوایل عصر اسلامی، سرزمینی شکوفا و پررونق و برخوردار از شهری آباد و روستاهایی بسیار با کشتزارهایی پربار، درختان خرما و دیگر درختان میوه بود. شهر یک مرکز فعال دریانوردی – تجاری (و منبع آب شیرین برای کشتی‌ها) بود. مسجدی که فاتحان عرب بنا کرده بودند در ۳۳۳ ق. / ۴۵–۹۴۴ م. هنوز پابرجا بوده‌است.
نزدیک به اواخر عصر اموی، این جزیره به پناهگاه خارجیان مبدل شده بود. در عصر یاقوت حموی (درگذشتهٔ ۱۲۲۹ م) جزیرهٔ ابرکاوان شکوه و آوازهٔ پیشین خود را به گستردگی از دست داده بود به‌طوری‌که هیچ‌کس نتوانسته بود به او جایگاه و موقعیت درست و دقیق جزیره را بگوید.

## موقعیت جغرافیایی

نمای ماهواره‌ای جزیره قشم.

این جزیره از شمال به شهر بندرعباس، مرکز بخش خمیر و بخشی از شهرستان بندرلنگه، از شمال‌شرقی به جزیرهٔ هرمز، از شرق به جزیره لارک، از جنوب به جزیره هنگام و از جنوب‌غربی به جزایر تنب بزرگ و کوچک و ابوموسی محدود می‌گردد.
نزدیک‌ترین بندر در ساحل اصلی کشور به جزیرهٔ قشم، بندرعباس است که فاصله آن تا محل سربندر قشم ۸/۱۰ مایل دریایی (۲۰کیلومتر) است. نزدیک‌ترین فاصله این جزیره به ساحل اصلی کشور، در دماغهٔ شمالی جزیره، در محل بندر لافت (در جزیرهٔ قشم) تا بندر پل، در شهرستان خمیر (در ساحل اصلی کشور) که فاصله آن در حدود یک مایل دریایی (۱۸۰۰ متر) بوده و محل احداث پل خلیج‌فارس خواهد بود.

### مساحت جزیره
مساحت جزیره ۱٬۴۹۱ کیلومترمربع، حدود ۲/۵ برابر دومین جزیره بزرگ خلیج‌فارس یعنی بحرین است. طول جزیره از بندر قشم تا بندر باسعیدو در انتهای جزیره را در منابع مختلف بین ۱۰۰ تا ۱۳۰ کیلومتر تخمین زده‌اند و بیشتر روی طول ۱۱۵ و ۱۲۰ کیلومتر تکیه شده است اما این روزها با پیشرفت علم و برنامه‌های موجود اندازه‌گیری مساحت در تمامی نقاط کره زمین مانند مثل برنامه گوگل ارث، طول جزیره از اولین نقطه که معروف به کله قشم است تا باسعیدو ۱۰۸/۵ کیلومتر محاسبه شده است. در گزارش توجیهی اجرای قانون تعاریف، طول سراسری جزیرهٔ قشم را ۱۲۰ کیلومتر ذکر کرده‌اند. این عدد، مسافت جاده‌ای قشم تا باسعیدو با وجود پیچ و خم جاده‌ها است، ولی طول مستقیم این دو نقطه، ۱۰۸/۵ است. عرض جزیره، در نقاط مختلف متفاوت بوده و به‌طور متوسط دارای سه عرض: کم (بین طبل و صلخ)، زیاد (بین لافت کهنه و شیب‌دراز) و متوسط (در منطقه اسکان) است. با این وجود، عرض متوسط جزیره قشم را ۱۱ کیلومتر می‌توان در نظر گرفت.

## جغرافیای سیاسی
در سال ۱۳۹۷ بر اساس مصوبه هیئت دولت مبنی بر ایجاد بخش حرا در شهرستان قشم و نیز جدا شدن بخش هرمز و الحاق آن به شهرستان بندرعباس؛ موجب شد شهرستان قشم دارای سه بخش باشد که عبارت‌اند از:
- بخش مرکزی
- بخش شهاب
- بخش حرا

شهرستان قشم همچنین دارای ۵ شهر قشم، سوزا و درگهان و در سال ۱۳۹۸ شهر طبل و در سال ۱۴۰۰ دو بندر تاریخی لافت و رمکان به عنوان شهر معرفی شده و بدین ترتیب قشم دارای ۵ شهر است. 

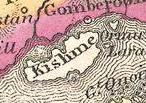
جزیره قشم در نقشه خاورمیانه ساموئل آگوستوس میشل

طبق آخرین تقسیمات کشوری امروزه شهرستان قشم ۶۹ شهر و روستا دارد که مهم‌ترین آن‌ها عبارت‌اند از:
1. طولا
2. درگهان
3. رمچاه
4. جزیره لارک (جزء جزیره قشم)
5. کووه‌ای
6. هلر
7. گیاهدان
8. بندر لافت
9. جی‌جیان
10. باغ بالا
11. توریان
12. تم‌سنتی
13. زینبی
14. پی‌پشت
15. کوشه قشم
16. کاروان (قشم)
17. گربه دان
18. زیرانگ
19. گردوا
20. خالدین
21. مسن
22. شیب دراز
23. دیرستان
24. برکه خلف
25. جزیره هنگام شامل روستاهای هنگام جدید
26. هنگام کهنه
27. هنگام غیل (جزیره هنگام جزء جزیره قشم)

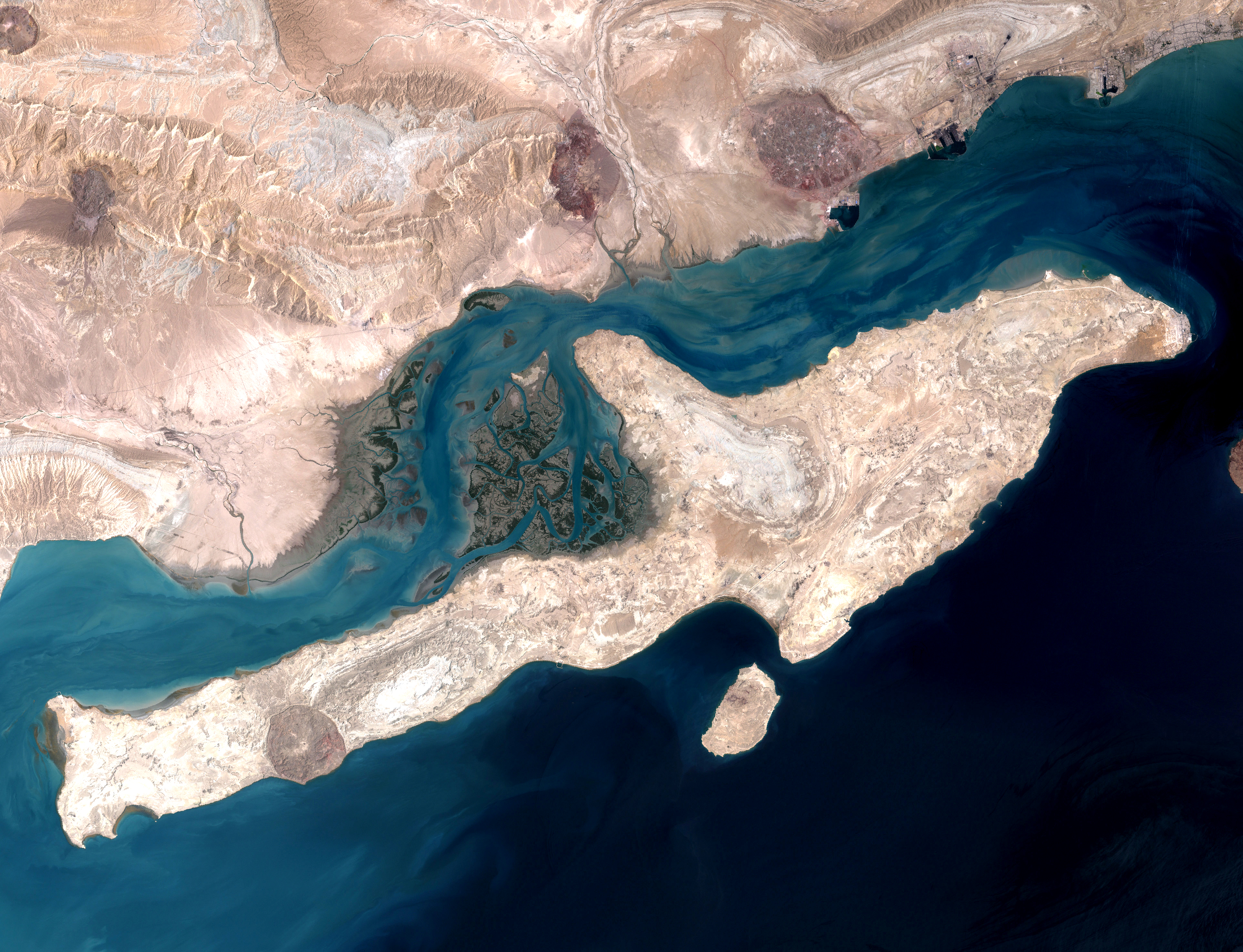
نگاره هوایی ناسا از جزیره

28. ریگو (قشم)
29. بند حاج علی
30. قندیل
31. نخل گل
32. حمیری (قشم)
33. طبل (قشم)
34. ملکی (قشم)
35. هفت رنگو
36. سلخ
37. گمبران
38. سهیلی
39. تنب پارسان
40. گورزین
41. دهخدا (قشم)
42. گوران (قشم)
43. نقاشه
44. دوربنی
45. بندردولاب
46. گوری
47. مرادی
48. درکو
49. دوستکو
50. مرادی
51. چاهو شرقی
52. تم گس
53. کنارسیاه
54. چاهوغربی
55. سرریگ
56. باسعیدو
57. رمکان
58. دفاری
59. کابلی
60. شیخ حسن
61. معتمد آباد
62. منصورآباد
63. عایشه آباد
64. تلمبو
65. سوزا

## بنادر مهم صیادی و تجاری

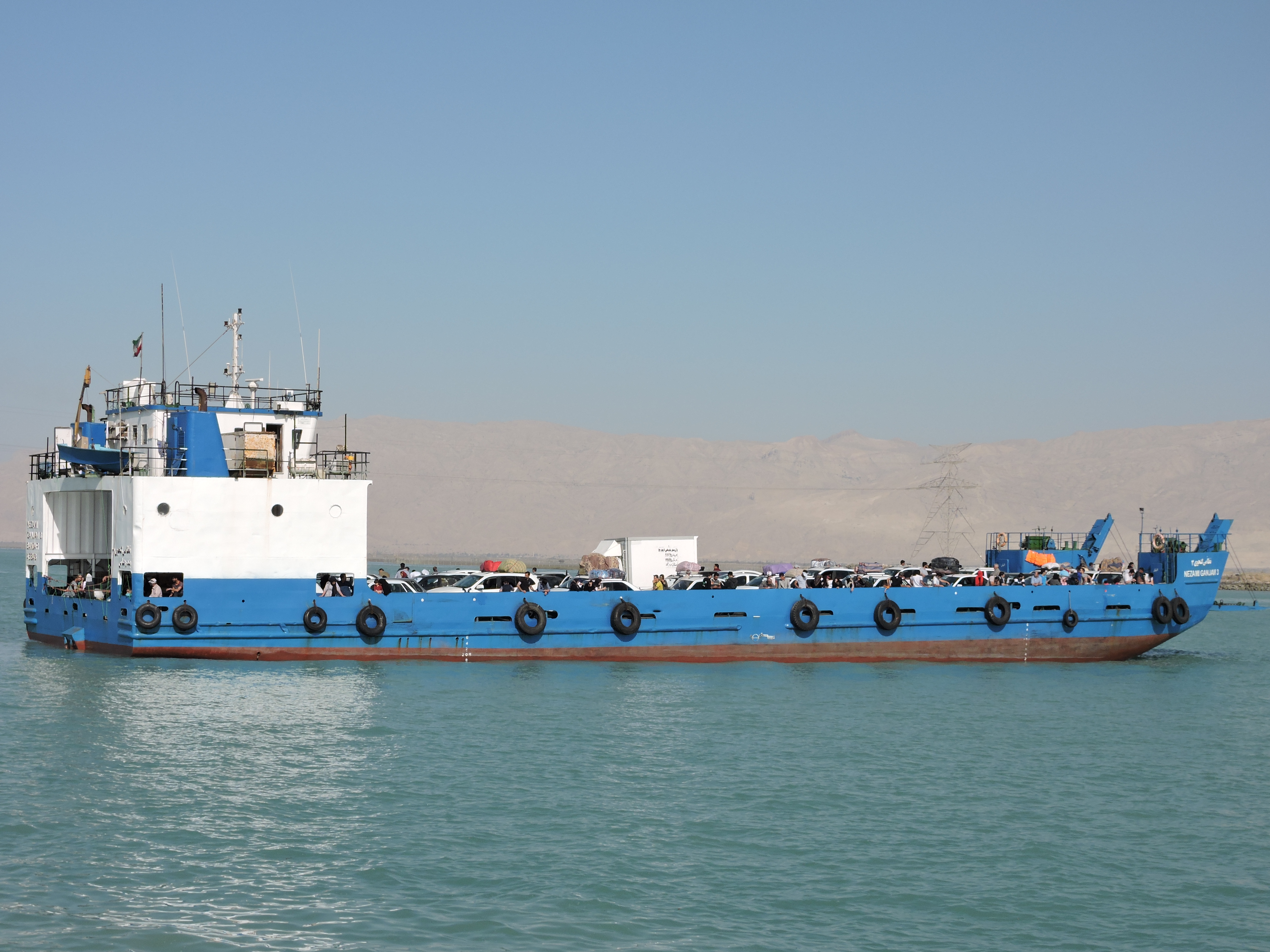
یک لندینگ‌کرافت که برای انتقال خودروها بین بندرپل و بندر لافت به کاربرده می‌شود.

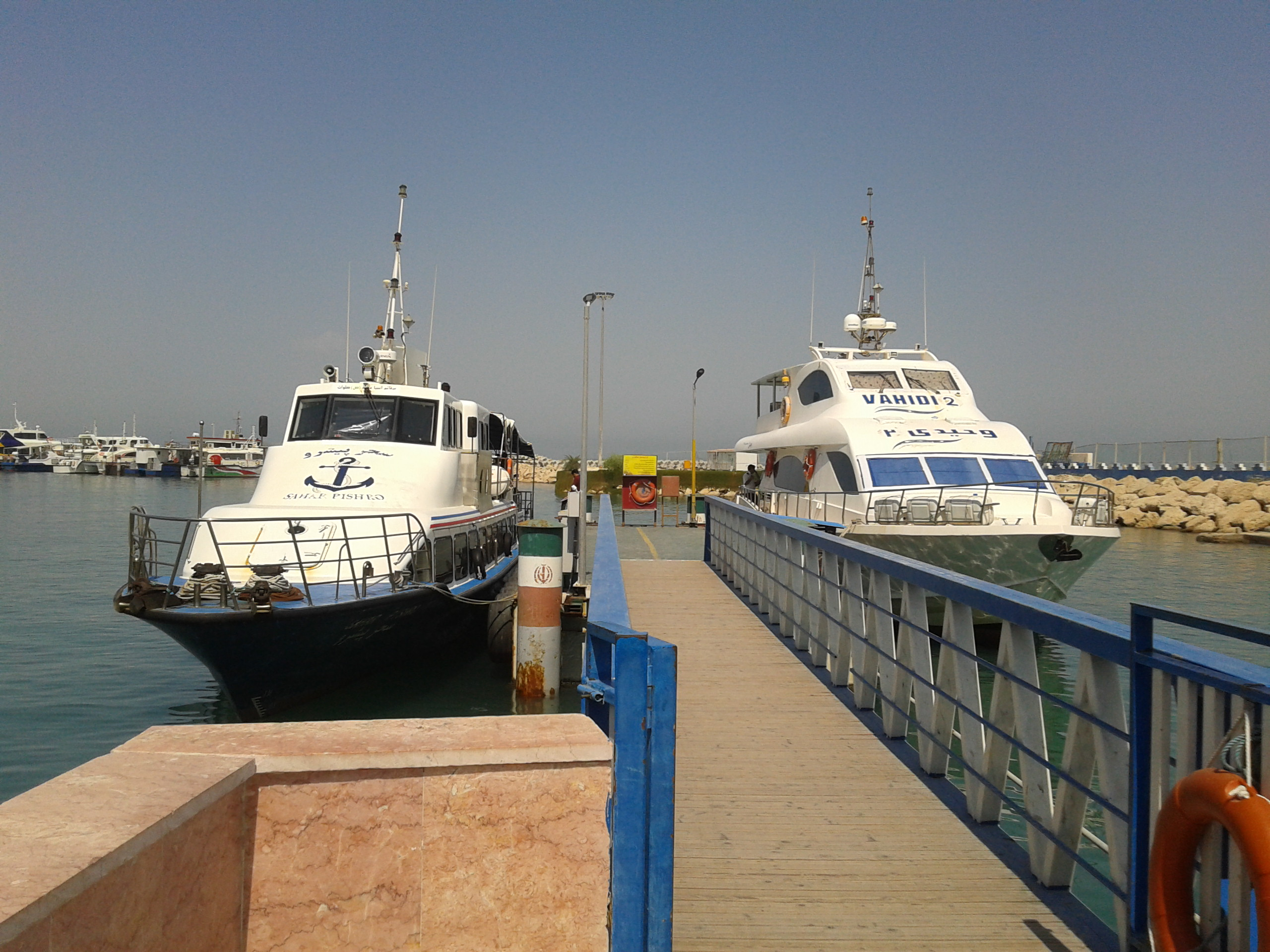
کشتی‌های مسافری در اسکله شهید ذاکری

بنادر مهم و صیادی شهرستان قشم به ترتیب زیر هستند:
۱ - بهمن ۲ - شهید ذاکری ۳ - بندر سوزا ۴ - باسعیدو ۵ - سلخ ۶ - کاوه ۷ - مسن ۸ - درگهان ۹ - لافت ۱۰ - فجر ۱۱ - شرکت نفت ۱۲ - رمچاه ۱۳ - کندالو ۱۴ - طبل ۱۵ - هنگام ۱۶ -کانی ۱۷ - دوستکو

## جزایر پیرامون قشم
در کنار جزیره قشم، سه جزیره دیگر شامل جزیره هنگام، هرمز و لارک هم هستند. بعضی جزایر کوچک دیگری هم اطراف قشم وجود دارند که فاصله کمی با ساحل جزیره دارند و هنگام جزر و مد به ساحل جزیره می‌پیوندند و می‌گسلند همین باعث نامگذاری این چند جزیره کوچک به عنوان جزایر ناز شده است که گویی در پیوستن به جزیره ناز می‌کنند.

## جغرافیای انسانی

### جمعیت
طبق سرشماری سال ۱۳۹۵ جمعیت کل جزیره قشم ۱۴۸٬۹۹۳ نفر است که از این تعداد ۶۶٬۸۰۱ نفر در نقاط شهری و ۸۲٬۱۶۰ نفر هم در نقاط روستایی سکونت دارند.

### مهاجرت
علاوه بر جمعیت بومی و ساکن، جزیره قشم دارای جمعیت غیربومی و مهاجر است که به‌طور عمده در بخش‌های تجارت، بازرگانی، صنایع و معادن، ادارات و دوایر دولتی و ارگان‌ها، بانک‌ها، تشکیلات سازمان منطقه آزاد قشم و دیگر بخش‌های خدماتی به فعالیت اشتغال دارند.

### زبان و گویش
بر پایه اطلاعات اطلس زبانهای ایران، زبان بومیان جزیره قشم شامل گویش‌های گرمسیری شامل: گویش قشمی و گویش بندری و زبان های عربی خلیجی و زبان اچمی است.

### دین و مذهب
مردم جزیرهٔ قشم (بومیان) مسلمان و پیرو مذهب اهل سنت و جماعت و از فقه شافعی هستند.

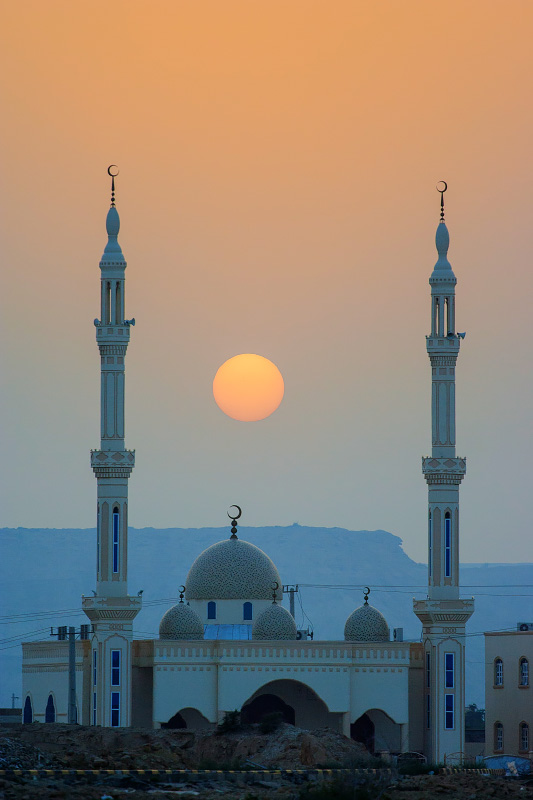
مسجدی واقع در جزیرهٔ قشم

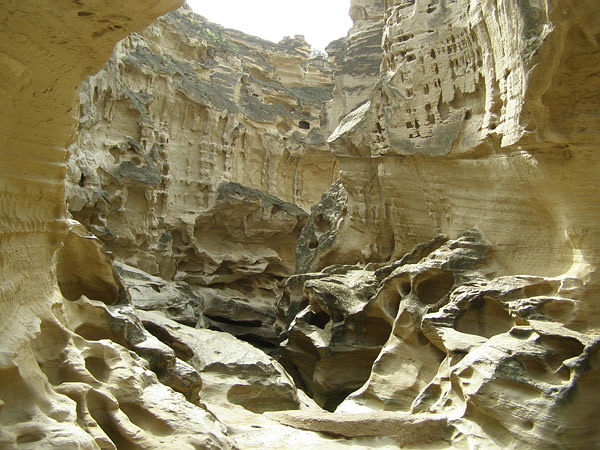
دره چاه‌کوه در قشم

## زمین‌شناسی قشم
تاریخچه زمین‌شناسی و تکتونیک منطقه: بخش شمالی خلیج‌فارس قسمتی از بخش جنوب شرقی زون ساختاری زاگرس را تشکیل می‌دهد که با روند کمربند چین‌خورده - راندگی شمال غربی - جنوب شرقی در اثر آخرین فاز کوه‌زایی آلپین در پلیو - پلیئستوسن چین‌خورده و دگرریخت شده است.
سازندهای زمین‌شناسی این کمربند ممکن است محدوده سنی دیرینه‌زیستی پیشین تا ترشیری داشته باشند و شامل دیاپیرهای منسوب به پالئوزوئیک پیشین به نام سری هرمز بوده که تا عهد حاضر به طرف سازندهای بالایی و تا روی زمین فعال بوده‌اند. بر اساس نظر اکثریت زمین‌شناسان این منطقه از نظر تکتونیکی از زمان ترشیری پسین به عنوان ناحیه فعال تکتونیکی بخش جنوبی پیشانی دیگر ریختی یا کمربند همگرایی (بین‌النهرین و حوزه خلیج‌فارس) و همچنین حاشیه‌های صفحه فشارشی و برخوردی قاره ایران - عربی، فعال بوده است.

### لرزه‌خیزی قشم
در ساعت ۱۲ و ۳۴ دقیقه و ۲۵ ثانیه روز سه‌شنبه ۲۱ تیرماه ۱۳۸۴ زمین‌لرزه‌ای به بزرگی ۶/۴ در استان هرمزگان رویداد که در مناطقی از استان از جمله جزیره قشم احساس شد. کانون این زمین‌لرزه در مختصات ۰۷/۲۷ درجه عرض شمالی و ۹۱/۵۵ درجه طول شرقی، در حوالی گچین در غرب بندرعباس و در فاصله ۱۹کیلومتری بندر درگهان (در جزیره قشم) اعلام شد.
تنها پس‌لرزه ثبت شده این زمین‌لرزه که امکان ثبت و تعیین محل آن وجود داشته، در ساعت ۱۶ و ۱۱ دقیقه همان روز و به بزرگی ۸/۲ روی داده است.

### سواحل

سواحل جنوبی جزیره قشم

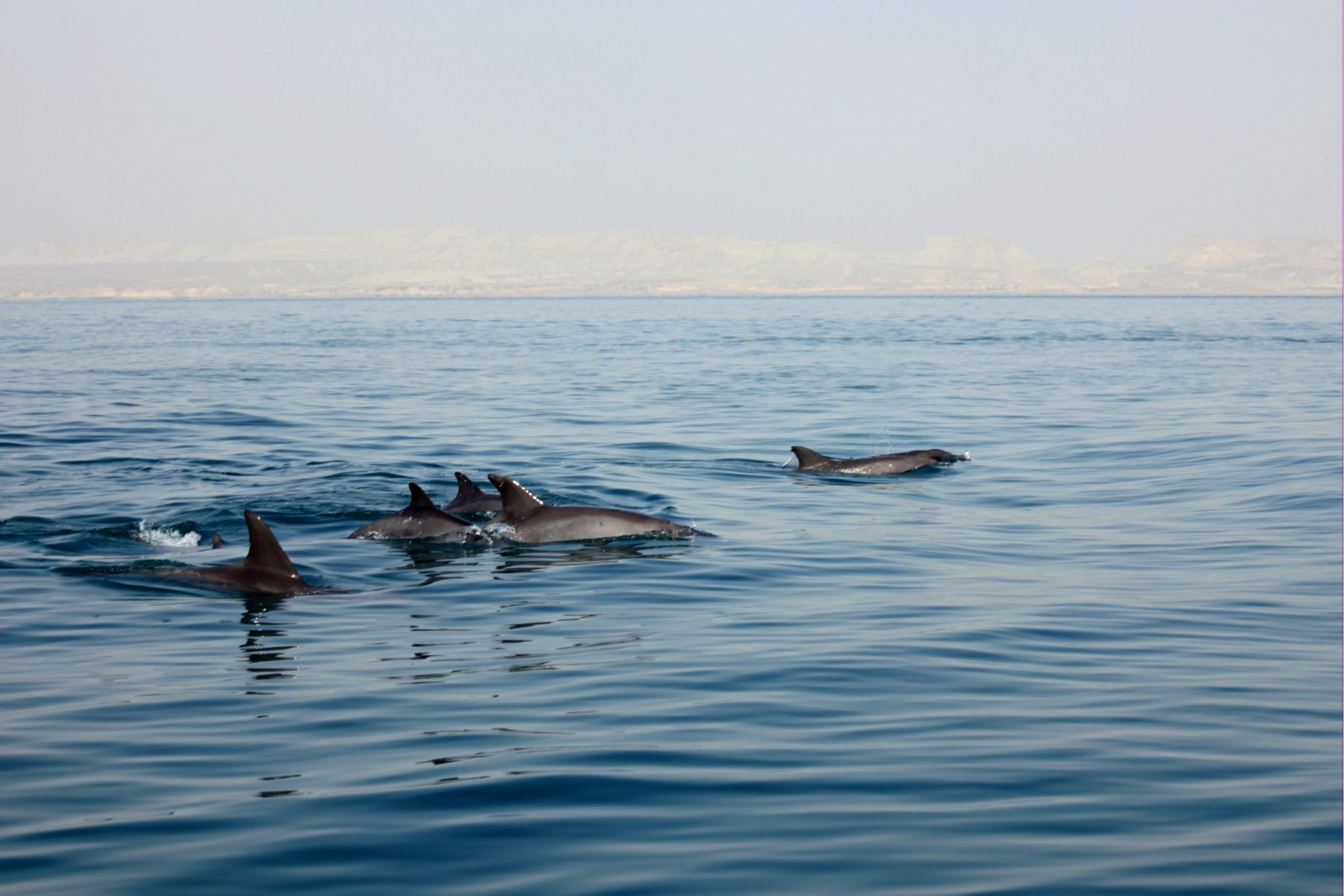
دلفین‌ها در قشم

جزیره قشم با وسعتی نزدیک به ۱۵۰۰ کیلومترمربع، بیشترین سواحل و کرانه‌ها را در بین جزایر خلیج‌فارس به خود اختصاص می‌دهد. سواحل زیتون، سیمین، جزایر ناز، سوزا، مسن، لافت، شیب‌دراز، سلخ و دوستکو از سواحل جزیره قشم هستند.
از ویژگی‌های ساحل‌شناختی این جزیره، تنوع سواحل صخره‌ای، ماسه‌ای و گلی آن است که چنین خصوصیتی به‌طور یک جا در کمتر جزیره‌ای یافت می‌شود.
سواحل شنی و ماسه‌ای نقره‌فام و سیمین براق نیز از دیگر انواع سواحل در جزیره قشم محسوب می‌شوند. ساحل صخره‌ای زیتون، ساحل شنی سیمین و سواحل گلی لافت و جنگل‌های حرا تنوع سواحل قشم را نشان می‌دهند.
ساحل صخره‌ای ریگو معروف به ساحل لاک‌پشت‌ها است که لاک‌پشت‌ها در آنجا برای نفس‌گیری و تغذیه به روی آب می‌آیند.
سواحل جزیره هنگام در دو کیلومتری خط ساحلی جنوب جزیره قشم زیستگاه دلفین‌ها است.

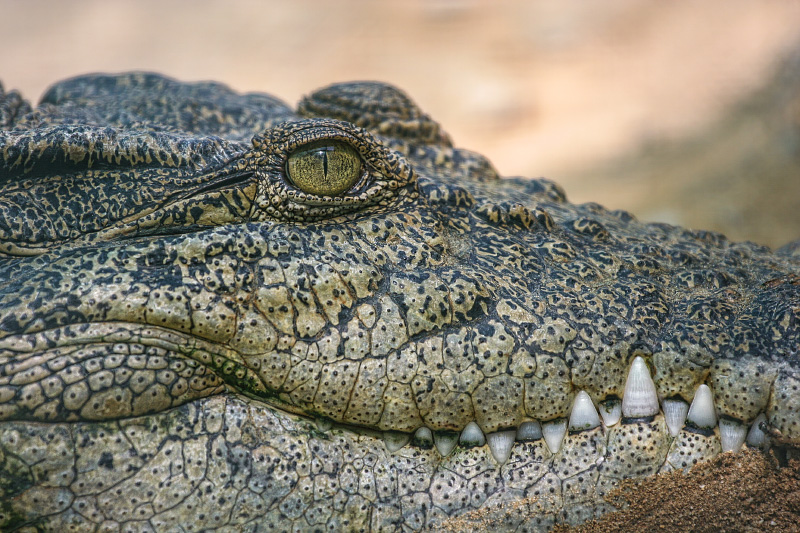
پارک کروکودیل قشم

## آب و هوا
این در حالی است که رطوبت نسبی هوا در قشم بالاست. فشار هوا در قشم بین ۱۰۱۵ تا ۱۰۱۸ میلی‌بار جیوه است که در تابستان به دلیل گرمای زیاد، فشار هوا به کمتر از ۱۰۰۰ میلی‌بار می‌رسد.
دمای متوسط سالیانه جزیره قشم حدود ۲۶ درجه سانتی‌گراد، با متوسط حداکثر و حداقل دمای روزانه به ترتیب ۳۳ و ۱۸ درجه سانتی‌گراد است. اختلاف درجه حرارت فصلی این جزیره بسیار زیاد است. گرم‌ترین زمان‌ها ۱۰ تیر تا ۱۰ شهریور و سردترین ماه‌ها دی و بهمن است. در جزیره قشم حداکثر و حداقل دمای مطلق ۴۶ و ۱۶ درجه سانتی‌گراد به ثبت رسیده است.
میانگین بارش سالانه جزیره قشم ۱۸۳٫۲ میلیمتر و میزان بارش ۱۲۶ میلی‌متر در یک روز است. قشم میانگین ۱۱ روز بارندگی در سال دارد.

## پوشش گیاهی

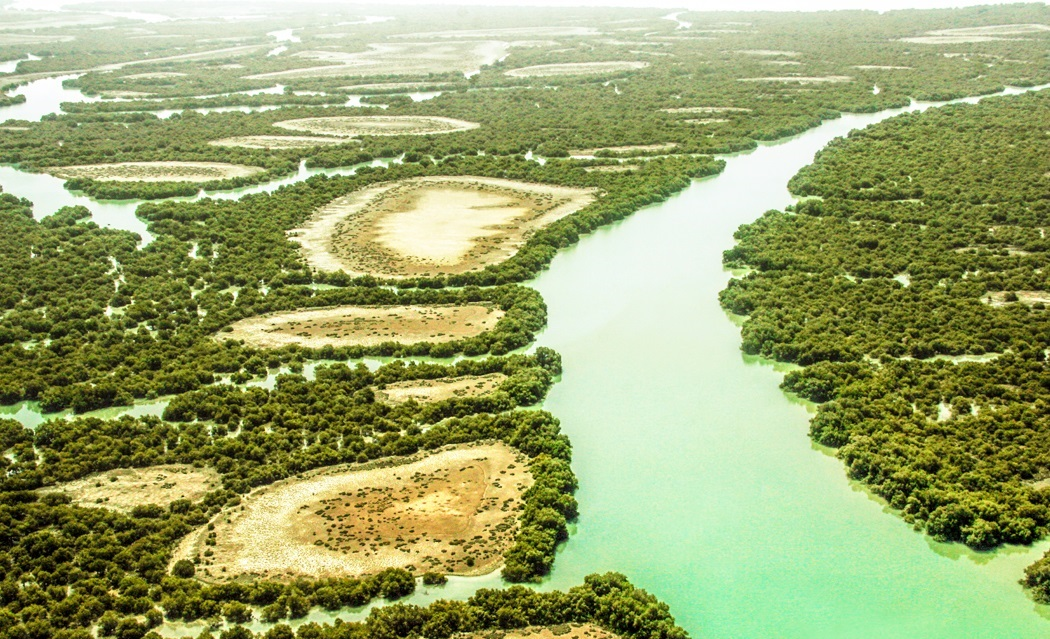
جنگل‌های حرا در قشم

اولین و مهم‌ترین جامعه گیاهی جزیره جنگل‌های حرا مشاهده می‌شود که گونه‌ای از مانگروها به نام Avicennia marina (به نام ابوعلی سینا) است و گستره‌ای بیش از ۲۰۰۰ کیلومتر مربع از مساحت جزیره را به خود اختصاص داده‌اند.
گیاهان قشم خشکی پسند و حرارت‌خواه بوده و نیاز به رطوبت زیاد در تابستان دارند و بیشتر به شکل درختچه‌های نیم‌بیابانی کوتاه قد قابل مشاهده هستند. از این جمله درختان می‌توان به درختان کهور، چت (با کسره زیر چ)، کرت و کنار نام برد؛ که بیشتر آن‌ها کهور و چت هستند. بوته‌های جر نیز در کنار این درختان پوشش گیاهی جزیره را تشکیل می‌دهند.
از دیگر درختان قشم می‌توان به نخل اشاره کرد.

## حیات جانوری
در آب‌ها و خشکی‌های جهان سه سیستم حیاتی از نظر تنوع زیستی از بیشترین تنوع جانوری و گیاهی برخوردارند. این سه اکوسیستم عبارت‌اند از جزایر مرجانی، جنگل‌های حرا و جنگل‌های بارانی. در جزیره قشم و آب‌های پیرامونی آن دو اکوسیستم‌های اول و دوم حضور دارند.

### پستانداران
گونه‌های شناسایی شده پستانداران قشم عبارت‌اند از: ۴ گونه خفاش که یک نوع آن خفاش میوه‌خوار است، خفاش میوه‌خوار بزرگ‌ترین خفاش کشور بوده و بیشتر از قشم گزارش شده است. یک گونه خارپشت، یک گونه خرگوش، یک گونه روباه، یک گونه سمور (خدنگ)، دو گونه نمسی و همچنین جبیر یا غزال ایرانی نیز در جزیره قشم شناسایی شده است که متأسفانه در شرایط بحرانی به‌سر برده و شدیداً در معرض خطر انقراض می‌باشند و تعداد نه چندان زیاد آنها نیز اکثراً در جزیره هنگام قرار دارند. همچنین اخیراً کوچک‌ترین پستاندار دنیا بنام حشره خوار کوتوله به لیست پستانداران جزیره قشم اضافه شده است. بدین ترتیب جزیره قشم میزبان بزرگ‌ترین پستاندار کره خاکی بنام وال آبی (گونه‌ای وال) با طول بیش از ۳۰ متر طول و وزن بیش از ۱۲۰٫۰۰۰ کیلوگرم و حشره خوار کوتوله (به انگلیسی: suncus etrudcus) بعنوان کوچک‌ترین پستاندار دنیا با وزن ۵ گرم و طول ۸ سانتیمتر، می‌باشد.

#### دوزیستان و خزندگان
با توجه به موقعیت جغرافیای جزیره قشم در خلیج‌فارس و به دلیل تنوع نواحی اکولوژیک آن و همچنین به دلیل وجود زیستگاه‌های متنوع نظیر: محیط تالابی جنگل حرا، پهنه‌های گلی، تپه ماهورهای متنوع، مناطق بیابانی، شنزارها، سواحل شنی، مناطق صخره‌ای، مزارع و باغ‌های کشاورزی و چمنزارهای فصلی - مطالعه مقدماتی اکولوژیک توزیع و پراکنش دوزیستان و خزندگان جزیره صورت پذیرفت. چندین گونه مار سمی و غیر سمی (افعی، زنگی، شیب، مارهای دریایی و…) و ۱۷ گونه مارمولک و یک گونه دوزیست در قشم شناخته شده‌اند. مارهای دریایی آراسته، زرد، حلقوی، منقاری، شکم زرد و کوتاه برخی از فراوان‌ترین مارهای دریایی خلیج فارس و جزیره قشم هستند. همچنین پروفسور تئودور پاپنفوس، متخصص خزندگان و استاد دانشگاه برکلی کالیفرنیا؛ خزندگان جزیره ۲۲جنس و ۲۶گونه هستند. او یک گونه وزغ، ۱۶گونه سوسمار، ۶گونه مار (۴گونه سمی و ۲گونه غیررسمی) و ۳گونه لاک‌پشت دریایی تاکنون در جزیره شناسایی کرده است.

#### پرندگان
بارزترین پدیده طبیعی قشم گوناگونی پرندگان آن است. از میلیون‌ها سال پیش به این سو حدود چهار میلیون پرنده مهاجر به‌طور منظم در فصل‌های مختلف سال، به خلیج‌فارس همانند یک زیستگاه ویژه، پناه می‌آورند.
به‌طور کلی در گشت و گذاری چند روزه در جزیره قشم به آسانی می‌توان تا ۱۰۰ گونه از پرندگان آن را مشاهده کرد.
پرندگان از بیشترین تنوع برخوردارند. فهرست پرندگان شناسایی شده قشم تا سال گذشته ۹۸ گونه بود اما با شناسایی ۷۵ گونه پرنده دیگر، این فهرست در حال حاضر به ۱۷۳ نوع رسیده است. برخی از این پرندگان از جمله پرندگان نادر کشورمان هستند که شاهین کبود و حواصیل سبز از آن جمله‌اند.
برخی از پرندگان جزیره قشم عبارت‌اند از:
مرغ سقای پا خاکستری، باکلان، حواصیل خاکستری، قار کوچک، قار ساحلی، قار سفید، حواصیل شب، حواصیل هندی، کفچه نوک، فلامینگو، عقاب ماهی‌گیر، کرکس، جیرفتی، هوبره، سلیم خرچنگ‌خوار، صدف‌خوار، دیدومک، تلیله نوک‌پهن، کاکایی سر سیاه، کاکایی پشت سیاه، پرستو دریایی دودی، پرستو دریایی کاکلی کوچک، پرستو دریایی معمولی، پرستو دریایی کاکلی، سبز قبای هندی، زنبور خانگی کوچک، دم جنبانک ابلق، دم جنبانک کله زرد، میوه‌خور، بلبل خرما، سنگ چشم کله سرخ، سسک چیف‌چاف، سسک جنبان، سسک سرسیاه، طرقه بنفش، طرقه کوهی، چکچک بیابانی، شهدخور، زرد پر مزرعه، سهره خاکی.

## جاذبه‌های گردشگری

### گنبد نمکی نمکدان
کوه نمکی یا کوه نمکدان در جنوب‌غربی جزیره قرار دارد. ارتفاع این کوه مخروطی‌شکل تا ۳۹۷ متر (قلهٔ کوه نمکدان) می‌رسد. ساختار نمکی این کوه از انباشته شدن صخره‌های آذرین با رسوبات تشکیل شده است. کوه گنبد نمکی با بقایای معادن نمک باستانی و چشمه‌های آب شور، به خودی خود یک «اثر تاریخی طبیعی دیدنی» با امکانات آموزشی و تفریحی را به‌وجود آورده است.
گنبد نمکی نمکدان، تنها گنبد نمکی در جزیره قشم است که از میان دماغه جنوب، تا قدیس سلخ و دماغه شمال غربی تا قدیس باسعیدو بالا آمده است و در نقشه تقریباً دایره‌ای شکل است. بام گنبدی دارای توپوگرافی نامنظم است و دیواره آن بسیار پرشیب می‌باشد. در بخش جنوبی گنبد نمکی نمکدان، غارهای نمکی بسیار زیبا و شگفت‌انگیزی وجود دارد که ارتفاع تا ۲۰ متر نیز اندازه‌گیری شده است. سقف غار بوسیله قندیلهای فراوان پوشیده شده است که با گذشت زمان در اثر نفوذ آب تغییر شکل می‌دهند. از میان غارهای نمکی زیبا و عجیب، آب زیر زمینی دائمی نیز جریان دارد که در تمام طول سال جاری است و در دامنه کوه به صورت چشمه نمکی است که منظره بسیار دیدنی را ایجاد می‌کند.

### دره چاه کوه
دره چاه‌کوه (یا تنگهٔ چاه‌کوه) یکی از جاذبه‌های طبیعی جزیره قشم است. این دره در فاصلهٔ ۷۰ کیلومتری شهر قشم و در کنار روستای چاهو شرقی بخش شهاب قرار داشته و بخشی از ژئو پارک قشم می‌باشد. دره چاه‌کوه به عمق ۱۰۰ متر نمایشی از فرسایش سنگ‌های رسوبی است و بخشی از ژئوپارک قشم محسوب می‌شود که به تأیید یونسکو رسیده است.

### دره ستارگان

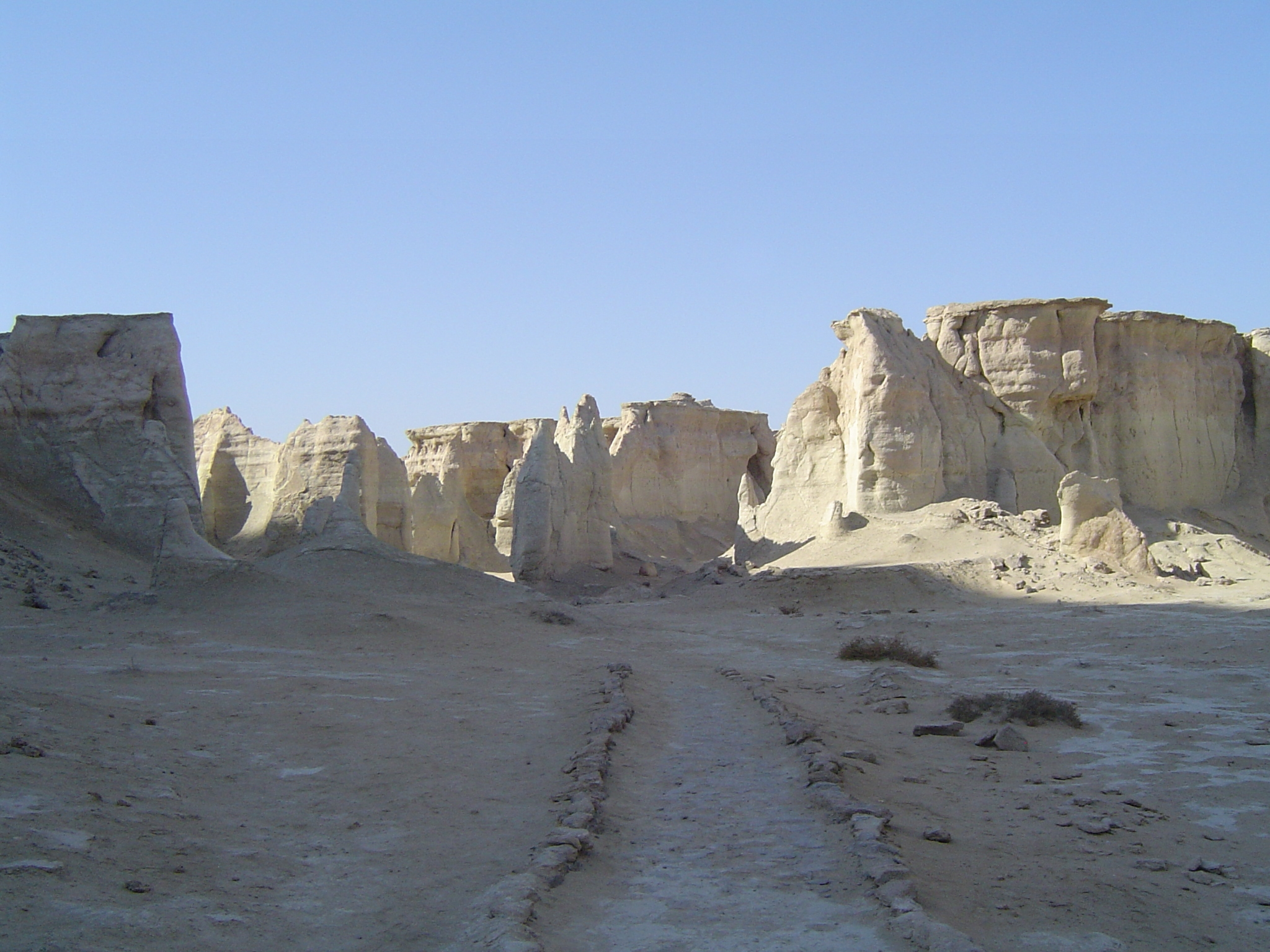
دره ستارگان در قشم

روستای برکه‌خلف در فاصله پنج کیلومتری از ساحل جنوبی جزیره قرار گرفته است. در شمال این روستا دره ستارگان قرار دارد. اهالی منطقه به این روستا استاله کفته می‌گویند. اما، نام دره ستاره‌ها برای این پدیده کم‌نظیر زمین‌شناسی جاافتاده است.
به دلیل شکل ویژه این دره و انواع حجم‌ها و پدیده‌های فرسایش موجود در آن وزش بادهای تند و گردش هوا در لابه‌لای ستون‌ها و حفره‌های موجود در دره تولید صدا می‌کند و به دلیل این صداها است که اهالی معتقدند با تاریک شدن هوا این دره محل آمد و شد ارواح و اجنه است و بنابراین از ورود به آن در شب خودداری می‌کنند.
دره ستاره‌ها در واقع یک ناحیه فرسایش‌یافته توسط آب‌های سطحی، رگبارهای فصلی و تندبادها است. فلات اولیه که هنوز در بخش شمالی به‌صورت کم و بیش دست نخورده باقی‌مانده، در ارتفاع بین ۷ تا ۱۵ متری از کف دره قرار دارد و جنس آن ماسه سنگ با سیمان آهکی سست و پر از پوسته‌های فسیلی است. مخروط‌های نوک‌تیز، ستون‌ها و ستونک‌های فرسایشی، آرک‌ها و تیغه‌ها و دیواره‌های نواری از جمله بخش‌هایی هستند که در این دره مشاهده می‌شوند.
به دلیل سست بودن جنس لایه‌ها، می‌توان انتظار داشت که پس از هر بارندگی شدید (که به ندرت اتفاق می‌افتد) تغییرات محسوسی در مورفولوژی دره صورت پذیرد.

### غار خربس
غار خربس (xorbas)در جنوب جزیره و پانزده کیلومتری شهر قشم در سمت راست جاده قشم به روستای خربس و روستای رمچاه قرار دارد. در دل ارتفاعات روستای خربس، آثاری از معماری صخره‌ای دیده می‌شود که به عقیده برخی از محققین، نیایشگاه پیروان مهرپرستی و با پرستشگاه آناهیتا (خدای آب) بوده است.

### دژ پرتغالی‌ها

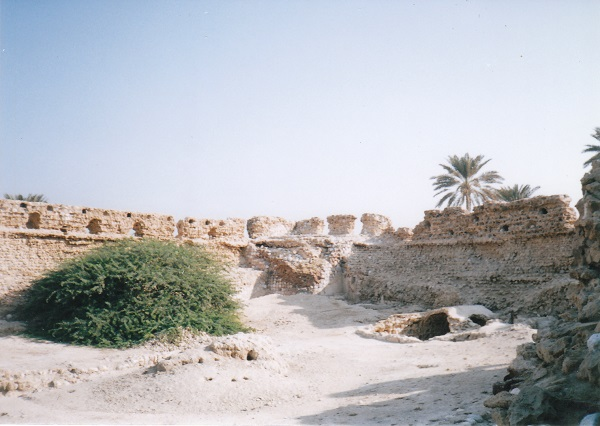
دژ پرتقالی‌ها در قشم

آثار دژ (قلعه) پرتغالی‌ها در شهر قشم و دژهای دیگری در خاور لافت، موسوم به دژهای نادری - که با توپ‌های بزرگ آن روزگار مجهز بوده است - در قشم دیده می‌شود. این دژ، وظیفه پشتیبانی قلعه هرمز را بر عهده داشته که شامل تأمین آب شیرین برای قلعه پرتغالی‌ها در هرمز بوده است. بنای این قلعه در ۱۶۲۱ میلادی باعث شد شاه عباس اقدام به جنگ ضد پرتغالی‌ها و اخراج آنان از کناره‌های خلیج‌فارس نماید.

### ژئوپارک قشم
ژئوپارک قشم نخستین ژئوپارک خاورمیانه است که از سال ۱۳۸۵به عضویت شبکه جهانی ژئوپارک‌های تحت حمایت یونسکو درآمده است. حفاظت از این ژئوپارک و ژئوسایت‌های آن توسط جوامع محلی و با نظارت و آموزش مدیریت ژئوپارک قشم صورت می‌گیرد.

### چشمه‌ها
چشمه‌های جزیره قشم، که به‌طور پراکنده در جای جای جزیره وجود دارند، فاقد آب شیرین بوده و عمدتاً شور هستند. برخی از این چشمه‌ها عبارت‌اند از:
- چشمه کارگاه چشمه معدنی سولفوره و شور کارگاه در میانه و هسته مرکزی ساختار تاقدیسی مجاور بندر ماهیگیری سلخ (میدان گاز طبیعی سلخ، معروف به برهوت) واقع شده است. آب این چشمه (چند لیتر در ثانیه) پس از نهشته شدن بخشی از مواد معدنی سیاه‌رنگ همراه در محل تظاهر، موجب تغذیه بیشتر آب شور در آبراهه موجود این محل بوده و در اطراف و بستر آبراهه اخیر نیز رسوبات فراوان نمک گذاشته می‌شود.
- چشمه گوری: رسوبات واحد گوری دارای ضخامت حدود یکصد متر، پوشاننده نهشته‌های انیدریت و نمک‌های مربوط به سازند گچساران است که با توجه به دانسته‌ها، ستبرای حدود ۱۴۰۰ متر دارد.
- چشمه‌های دامنه کوه نمکدان پهنه‌های پوشیده از رسوب نمک در کوه نمکدان دارای توده‌های بسیار بزرگ و گسترده نمک با کمیت بالا با کیفیت و خلوص نسبتاً مناسب است و از نظر اقتصادی در تأمین نمک خوراکی، نمک طبی و حتی تأمین بخشی از مشتقات موردنیاز در ترکیباتی از پتروشیمی اهمیت دارد.

### پارک کروکودیل قشم[۲۱]
اولین و بزرگ‌ترین پارک کروکودیل خاورمیانه در جزیره قشم قراردارد.

### چاه‌های طلا[۲۳]
در بندر لافت حدود ۵۰ تا ۶۰ حلقه چاه موجود است که در زمان‌های قدیم هنگام بارندگی آب باران در داخل آن‌ها ذخیره می‌شده است و تا مدتی خنک و سالم باقی می‌مانده است.
گفته می‌شود که در زمان‌های قدیم تعداد این چاه‌ها ۳۶۶ عدد بوده است، یعنی به تعداد روزهای سال و یک عدد هم بیشتر برای سال‌های کبیسه و هر روز از یکی از این چاه‌ها برای آب شرب استفاده می‌شده است و به همین علت در تمام روزهای سال این چاه‌ها آب شرب مردم این جزیره را تأمین می‌کرده است. به گفته مردمان محلی نام این چاه‌ها طلا نمی‌باشد و در اصل «تلا» است. در واقع در قدیم «تل آو» بوده است. «تل» به معنی تپه‌ای که مشرف بر این چاه‌ها است و «آو» که در زبان محل همان معنی آب را می‌دهد. این چاه‌ها دارای اشکال مختلفی مانند مربعی، مستطیلی، دایره‌ای و حتی گلابی شکل می‌باشند و برداشت آب از آن‌ها توسط دلو انجام می‌شده است.

## اقتصاد

### گردشگری
در سال‌های اخیر با تأسیس اقامتگاه‌های محلی، بسیاری از مردم این منطقه به صنعت گردشگری روی آورده‌اند. اکثر مردم ایران این منطقه را که یکی از مناطق آزاد ایران است به خاطر بازارهای آن می‌شناسند در حالی‌که قشم با داشتن جاذبه‌های طبیعی بسیار در ژئوپارک یونسکو ثبت شده است و پتانسیل بسیار زیادی در جذب گردشگران خارجی دارد. 

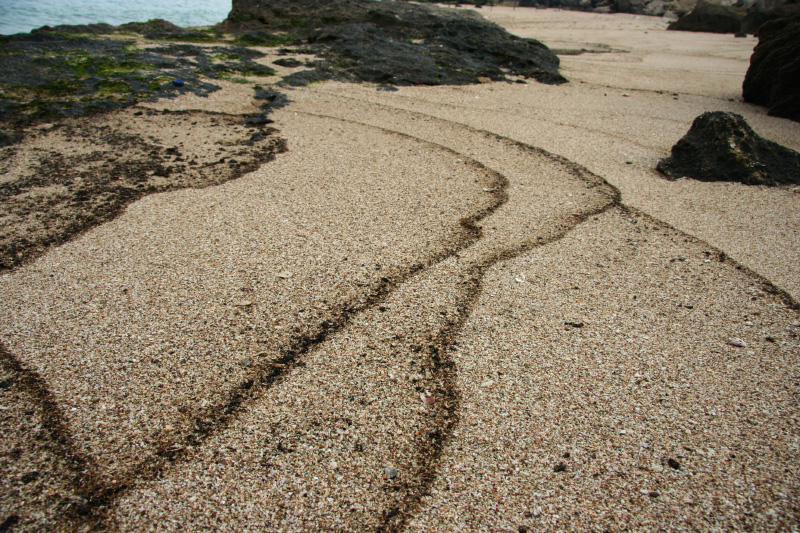
اثرات ناشی از قاچاق سوخت بر روی محیط زیست و سواحل جزیره قشم

### صیادی
از منابع اصلی درآمد مردم این مناطق صیادی است. صیادی در این منطقه به وسیلهٔ قایق موتوری، لنج، و مشتا است.

### کسب‌وکارهای تجاری
از دیگر منابع درآمد این مردم، ایجاد بازارها و مغازه‌های کوچک است. عمده مراکز تجاری و پاساژها در شهر قشم، درگهان و رمکان قرار دارند که از مهم‌ترین آنها می‌شود به بازار قدیم قشم اشاره کرد.

### دامپروری
جزیره قشم تا حدودی توان بالقوه برای دامپروری را دارد و هم‌اکنون دامپروری به روش سنتی در جزیره انجام می‌گیرد. نزدیک به ۲۰۰۰ راس بز از نژادهای مخصوص تالی، جزیرتی، پاکستانی و هم چنین حدود ۳۰۰۰ راس گوسفند و گاو گوساله و چند هزار ماکیان در جزیره وجود دارد.
منابع تغذیه دام‌ها بیشتر از سرشاخه‌ها و برگ درختان حرا است. مردم جزیره نوعی غذا به نام «فخاره» برای دام‌های خود درست می‌کنند.
بیشتر دام‌ها در این جزیره در دشت مرکزی (یعنی توریان، رمکان، گربدان و کاروان) هستند. شتر یا سفینه صحرا در گذشته از اهمیت خاصی برخوردار بوده که انطباق بیشتری با محیط جزیره داشته است و برای حمل و نقل وهم چنین شیر و گوشت نگهداری می‌شده است. شترداری بیشتر در روستای طبل، جی جیان، سهیلی و صلخ رایج است. تعداد شترها در این جزیره افزون بر ۳۰۰۰ نفر است.

### کشاورزی
علی‌رغم اینکه در گذشته و سالیان دور کشاورزی بسیار رونق داشته و گیاهانی همچون گندم و جو و بعضی و میوه‌ها و سبزیجات در سراسر قشم کشت مییشد ولی امروزه در جزیره قشم به دلیل کمی بارندگی و نبود آب شیرین کافی، کشاورزی بسیار محدود شده است و بیشتر به صورت دیم صورت می‌گیرد و کشت غلات دیم نیز به دلیل یکنواختی بارندگی دستخوش نوسان زیاد می‌شود. به این ترتیب، تولید کشاورزی قشم را می‌توان ناچیز دانست. نواحی کشت آبی در دشت توریان و نواحی زراعت دیم در روستای طبل، گوران، سهیلی، گورزین، ملکی، لافت و گیاهدان واقع اند که نیمی از نخلستان‌های جزیره را در خود جای داده‌اند.
این در حالی است که در سالیان دور بارندگی مساعد بوده و با توجه به خاک حاصلخیز، در اکثر نواحی جزیره کشاورزی انجام می‌شده.

### معادن
در جزیره قشم معادن گوناگونی از قبیل نمک، خاک سرخ، گاز سنگ آهن و … وجود دارد که به‌ویژه در گذشته سبب رونق تجاری این جزیره بوده است و قسمتی از مشاغل جزیره نشینان را تأمین می‌کرده است.
معدن سنگ لاشه تلمبر واقع در ۱۰ کیلومتری باختر بندر قشم با تولید سالانه ۳۵ هزار تن و معدن سنگ لاشه قشم واقع در ۱۴ کیلومتری جنوب غربی شهر قشم با تولید سالانه ۲۷۰۰ تن از مهم‌ترین معدن‌های قشم به‌شمار می‌روند.
از جمله معادن عمده جزیره قشم، نمکدان است که به صورت تپه نمکی مدور (مخروطی) و به قطر قاعده ۷ کیلومتر در ارتفاع ۲۳۷ متر از سطح دریا قرار دارد. این منبع دارای بهترین نمک است که ذخائر آن ۴۲۰ هزار تن برآورد شده است.
گاز جزیره قشم در سنوات گذشته برای اولین بار به وسیله شرکت ایران و انگلیس کشف و حفر شد به‌طوری‌که در منطقه کارگاه سه چاه نفت زده‌اند که عمق یکی از آن‌ها تا ۳۰۰۰ متر می‌رسد اما سر چاه‌ها را بسته‌اند

## آموزش

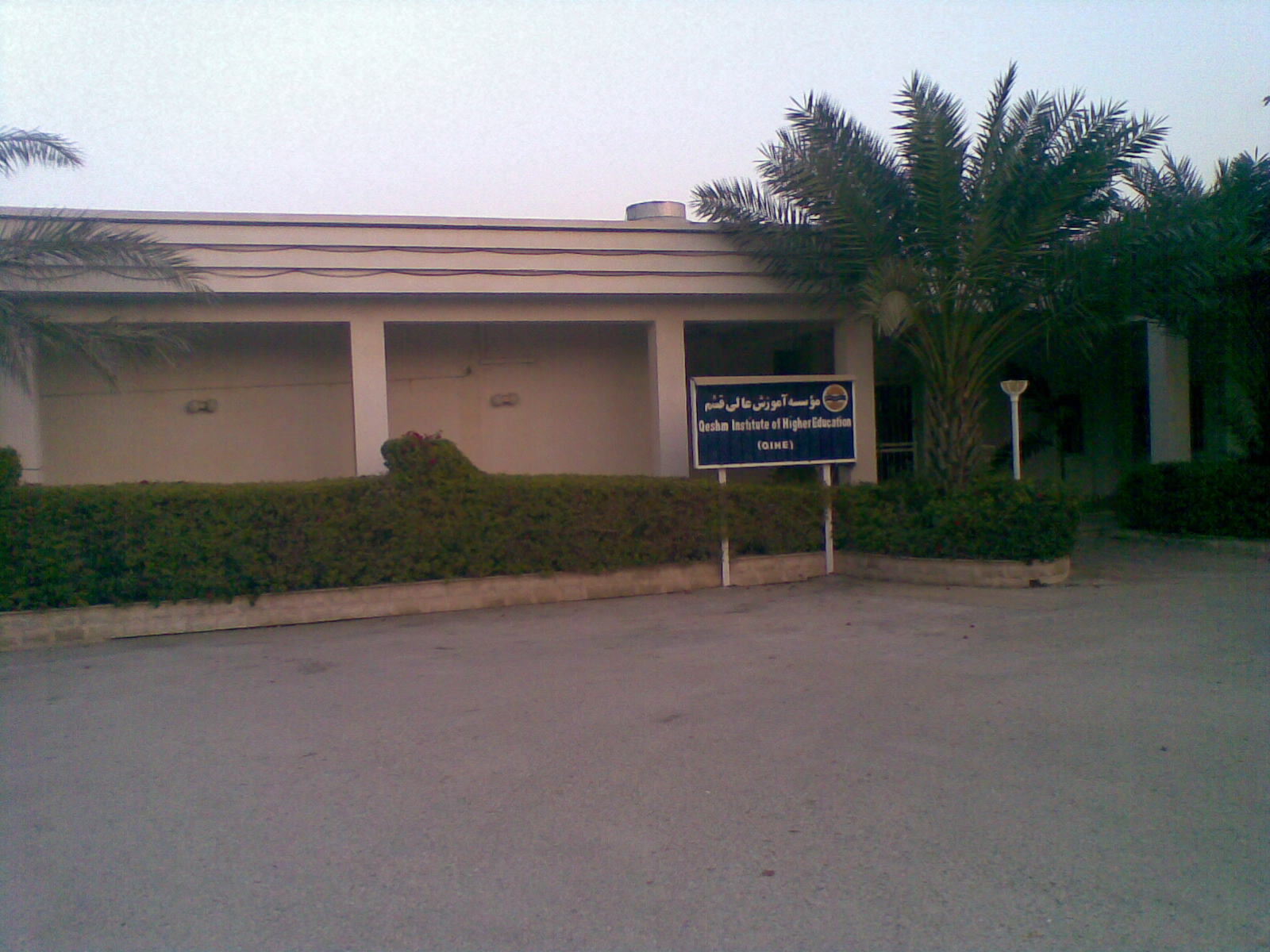
موسسه آموزش عالی قشم از منابع درآمدزائی جدید منطقه آزاد قشم